# Momoko Kobori
Kobori Momoko 小堀 桃子, (nacida el 22 de agosto de 1998) es una jugadora de tenis japonesa.
Kobori Tiene un mejor ranking de individuales en la WTA de Núm. 226, y  Núm. 136, en dobles, conseguidos en 2018 y 2019.  Hasta la fecha,  ha ganado 1 título individual y 6 de dobles en el ITF el circuito de las mujeres.
Kobori Hizo su debut en un cuadro final de la WTA  en el 2017 , en Tokio donde  recibió un wildcard junto a Erina Hayashi en el cuadro de dobles.

## Títulos ITF

### Singles: 1
| Leyenda          |
| ---------------- |
| $100,000 torneos |
| $80,000 torneos  |
| $60,000 torneos  |
| $25,000 torneos  |
| $15,000 torneos  |

| títulos por superficie |
| ---------------------- |
| Duro (0)               |
| Clay (0)               |
| Hierba (0)             |
| Alfombra (1)           |

| Núm. | Fecha              | Categoría | Torneo           | Superficie | Adversario   | Puntuación |
| ---- | ------------------ | --------- | ---------------- | ---------- | ------------ | ---------- |
| 1.   | 27 de mayo de 2018 | $25,000   | Karuizawa, Japón | Alfombra   | Miyabi Inoue | 6–0, 6–2   |

### Dobles: 6
| Leyenda          |
| ---------------- |
| $100,000 torneos |
| $80,000 torneos  |
| $60,000 torneos  |
| $25,000 torneos  |
| $15,000 torneos  |

| títulos por superficie |
| ---------------------- |
| Duro (2)               |
| Clay (3)               |
| Hierba (0)             |
| Alfombra (1)           |

| Núm. | Fecha                | Categoría | Torneo               | Superficie | Socio           | Adversarios                        | Puntuación       |
| ---- | -------------------- | --------- | -------------------- | ---------- | --------------- | ---------------------------------- | ---------------- |
| 1.   | 26 Marcha 2017       | $15,000   | Nishitama, Japón     | Duro       | Kotomi Takahata | Shiho Akita Erika Sema             | 6–1, 6–2         |
| 2.   | 23 de junio de 2017  | $25,000   | Montpellier, Francia | Clay       | Ayano Shimizu   | Laura Pigossi Victoria Rodríguez   | 6–3, 4–6, [10–7] |
| 3.   | 9 de julio de 2017   | $25,000   | Denain, Francia      | Clay       | Ayano Shimizu   | Mathilde Armitano Elixane Lechemia | 6–4, 6–3         |
| 4.   | 2 de octubre de 2017 | $25,000   | Toowoomba, Australia | Duro       | Ayano Shimizu   | Naiktha Bains Abigail Tere-Apisah  | 7–5, 7–5         |
| 5.   | 26 de mayo de 2018   | $25,000   | Karuizawa, Japón     | Alfombra   | Ayano Shimizu   | Chisa Hosonuma Kanako Morisaki     | 6–0, 6–3         |
| 6.   | 6 de julio de 2018   | $25,000   | Denain, Francia      | Clay       | Ayano Shimizu   | Quirine Lemoine Eva Wacanno        | 0–6, 7–5, [10–7] |